# Order Dobrej Nadziei
Order Dobrej Nadziei (ang. Order of Good Hope, afr. Orde van de Goede Hoop) – cywilne odznaczenie Republiki Południowej Afryki istniejące i nadawane w latach 1973–2002.

## Historia i zasady nadawania
Order został ustanowiony w 1973 w celu nagradzania w imię pokoju, przyjaźni i dobrej woli wysokiej rangi zagranicznych dostojników państwowych, którzy zasłużyli się w „promowaniu stosunków międzypaństwowych oraz interesów Republiki Południowej Afryki”. W latach 1980–1988 odznaczenie było przyznawane także obywatelom RPA. Nadającym order był urzędujący prezydent kraju.
Pod koniec lat 90. XX wieku pierwszy czarny prezydent RPA, Nelson Mandela, zapowiedział reformę systemu odznaczeń państwowych, stwierdzając, że ich geneza i symbolika wywodzą się z tradycji europejskich oraz że są pozostałością kolonializmu i apartheidu. W wypadku Orderu Dobrej Nadziei uznano ponadto, że koszty jego wytworzenia są zbyt duże. Wskutek tego w 2002 – podczas prezydentury Thabo Mbekiego – odznaczenie zostało zniesione i zastąpione Orderem Towarzyszy O. R. Tambo.

## Stopnie orderu
Order of Good Hope dzielił się na pięć klas:
- Krzyż Wielki (Grand Cross)
- Wielki Oficer (Grand Officer)
- Komandor (Commander)
- Oficer (Officer)
- Członek (Member)

Do modyfikacji orderu w 1988 jego najwyższym stopniem był Wielki Łańcuch (Grand Collar), nadawany głowom państwa.

## Insygnia
Odznakę orderu stanowi wykonana z pozłacanego srebra gwiazda (śr. 46 mm) o ośmiu wiązkach z sześcioma różnej długości promieniami. Na środku awersu gwiazdy umieszczony jest okrągły, emaliowany na biało medalion z sylwetkami dwóch gołębic na turkusowym polu. Pod obrysem medalionu znajduje się łaciński napis: „Spes Bona” (pol. „dobra nadzieja”) i wieniec z czerwono-zielonych pąków kwiatów. Na rewersie odznaki umieszczono wypukłe godło Republiki Południowej Afryki, obowiązujące do 2000. Odznaka od stopnia komandorskiego była zawieszona na kotwicy owiniętej liną.
Wielka Gwiazda orderu różni się od odznaki wielkością (śr. 56 mm) i mniej zróżnicowaną długością promieni.
Wstążki orderu są koloru zielonego z umieszczonymi skrajnie, szerokimi, żółtymi bordiurami.